# Kuluru, Tirthahalli
Kuluru là một làng thuộc tehsil Tirthahalli, huyện Shimoga, bang Karnataka, Ấn Độ.